# 17-Hidroxiprogesterona
La 17-Hidroxiprogesterona (17-OH progesterona o 17OHP) es una hormona esteroide C-21 producida durante la síntesis de glucocorticoides y hormonas sexuales.
Como hormona, la 17OHP también interactúa con los receptores de progesterona.

## Producción

Esteroidogénesis humana. Mostrando a la 17-hidroxiprogesterona al centro izquierda de la imagen.

La 17-hidroxiprogesterona es derivada de la progesterona vía la 17α-hidroxilasa , una enzima P450c17, o de la 17-hidroxipregnenolona vía la 3β-hidroxiesteroide deshidrogenasa/Δ5-4 isomerasa.
La 17-hidroxiprogesterona es un progestágeno natural, y es incrementada durante el tercer trimestre del embarazo debido principalmente a la producción suprarrenal fetal.
Esta hormona es principalmente producida en las glándulas suprarrenales y en cierta medida en las gónadas, específicamente en el cuerpo lúteo del ovario. Los niveles normales en niños son 3-90 ng/dl, y en mujeres, 20-100 ng/dl antes de la ovulación, y 100-500 ng/dl durante la fase lútea.

## Caproato de 17-hidroxiprogesterona
La 17-hidroxiprogesterona (17OHP) no es el mismo compuesto que el caproato de 17-hidroxiprogesterona (17OHPC), siendo este último el ácido caproico de la 17-hidroxiprogesterona que en 1965 se presentó clínicamente en una versión inyectable bajo el nombre de Delalutin.
El uso del caproato de 17-hidroxiprogesterona en el embarazo para prevenir un parto prematuro tiene una larga historia. Una Revisión Cochrane del 2006 concluyó "... los resultados maternos y neonatales importantes no han sido bien informados hasta la fecha... la información sobre los posibles daños de la terapia de progesterona para prevenir el parto prematuro es limitado." Hubo una conclusión similar en una revisión por Marc Keirse. Tres estudios clínicos de 250mg/semana de caproato de 17-hidroxiprogesterona (inyección intramuscular) mostró una tendencia a un aumento en las pérdidas de embarazo debido a abortos involuntarios comparado con un placebo. Ha habido especulaciones que el aceite de ricino en algunas preparaciones de caproato de 17-hidroxiprogesterona podría no ser beneficioso para el embarazo. Por el contrario, un estudio grande de la NIH del 2003 examinó el efecto de las inyecciones de 17OHPC en mujeres en riesgo de un parto prematuro repetido y encontró que el grupo tratado experimentó partos prematuros en un 37% versus un 55% en los controles. Una estudio de seguimiento de los hijos no mostraron evidencia de que la 17OHPC afectó los niños en los primeros años de vida. Basándose en estos datos del NIH, el 17OHPC fue aprobada por la FDA en el 2011 como un medicamento para reducir el riesgo de un parto prematuro en pacientes seleccionados en situación de riesgo.
El caproato de 17-hidroxiprogesterona es un medicamento de categoría B según la FDA.

## Uso clínico

### Mediciones
La medición de los niveles de 17-hidroxiprogesterona son útiles en la evaluación de pacientes con sospecha de hiperplasia suprarrenal congénita ya que las típicas enzimas son defectuosas, es decir la 21-hidroxilasa y la 11β-hidroxilasa, que lleva a una acumulación de 17OHP. Por el contrario, los pacientes poco comunes con deficiencia de 17α-hidroxilasa tendrán niveles muy bajos o indetectables de 17OHP. Los niveles de 17OHP también pueden ser usados para medir la contribución de la actividad progestacional del cuerpo lúteo durante el embarazo ya que la placenta contribuye progesterona pero no 17OH.

### Medicación
La 17OHPC fue introducida en 1956 como Delalutin (17-hidroxiprogesterona caproato) para reducir la pérdida de embarazo. Después de décadas de uso, Bristol-Myers Squibb, el fabricante, retiró voluntariamente la marca, sin embargo, los médicos continuaron usando el 17OHPC "fuera de etiqueta". Un renovado interés fue provocado por un gran estudio auspiciado por el NIH en el 2003 encontró que el 17OHPC reducía el riesgo de un parto prematuro en mujeres embarazadas en riesgo. Con los datos de seguimiento mostrando ninguna evidencia de efectos dañinos en las crías, la FDA aprobó el medicamento, patrocinado por KV Pharmaceutical como Makena, como un medicamento huérfano en febrero de 2011 para reducir los partos prematuros en mujeres antes de las 37 semanas de gestación con un solo feto y con al menos un parto prematuro previo. El medicamento no es efectivo en la prevención de partos prematuros en mujeres con múltiples fetos. Con la llegada de Makena como medicamento huérfano, el precio del medicamento era de aumentar de USD$15 a $1.500 por dosis, significando que el tratamiento costaría USD$25-30,000, - una estrategia de precio que fue duramente criticada. Luego la FDA anunció que las farmacias podrían continuar haciendo el medicamento a su precio usual de USD$10-20 por dosis sin miedo de represalias legales.

## Determinación
Los inmunoensayos antiguos como el RIA (radioinmunoensayo) o IRMA (ensayo inmunoradiométrico) eran usados para determinar clínicamente la 17-Hidroxiprogesterona. Hoy en día se usan métodos más sofisticado como la cromatografía de gases o cromatografía de masas.